# Rüdershausen
Rüdershausen là một đô thị thuộc the huyện Göttingen, trong bang Niedersachsen, Đức. Đô thị này có diện tích 11,68 km². Đô thị này thuộc Eichsfeld.